# Acalymma incertum
Acalymma incertum es una especie de  coleóptero de la familia Chrysomelidae.
Fue descrita en 1886 por Baly.